# Estenosis tricuspídea
La estenosis de la válvula tricuspídea o, simplemente estenosis tricuspídea es una valvulopatía (cardiopatía valvular) caracterizada por el estrechamiento anormal del orificio de la válvula tricúspide del corazón. Esta reducción del orificio valvular generalmente es secundaria a la fiebre reumática, un proceso inflamatorio que puede también afectar el aparato sostenedor de la válvula. Rara vez puede ser congénita, y no es heredada.

## Epidemiología
La estenosis de la válvula tricúspide es una lesión relativamente infrecuente en los Estados Unidos y Europa occidental, siendo más frecuente en regiones tropicales, sobre todo al sur de Asia y Latinoamérica. La incidencia es mayor en mujeres que hombres y por lo general, se encuentra asociada a la estenosis de la válvula mitral.

## Etiología
Las causas principales de estenosis tricúspide son enfermedades del corazón secundarias a fiebre reumática y la consecuente cardiopatía reumática. Otras causas menos comunes de una estenosis tricúspide son tumores en las valvas y rara vez, por ciertas formas de enfermedad congénita del corazón (como la atresia tricuspídea).
Otras causas menos frecuentes incluyen el síndrome carcinoide, endocarditis, fibrosis endomiocárdica, lupus eritematoso y mixoma de la aurícula derecha.

## Patogenia
La válvula tricúspide controla la dirección del flujo sanguíneo desde la aurícula derecha hacia el ventrículo derecho. En su buen funcionamiento, la válvula no impide el flujo de sangre entre esos dos espacios, pero en ciertas circunstancias, la válvula se vuelve más estrecha de lo normal, resistiendo el flujo sanguíneo.
En la fisiología cardíaca normal, la válvula tricúspide se abre durante la diástole ventricular izquierda, para permitir que la sangre proveniente de las venas cava, fluya desde la aurícula derecha hacia el ventrículo derecho. La razón por la que la sangre fluye en la dirección apropiada, es que durante esta fase del ciclo cardíaco, la presión en el ventrículo derecho es menor que la presión en la aurícula derecha, obligando a la sangre a desplazarse bajo un gradiente de presión. En el caso de una estenosis tricúspide, la válvula no se abre completamente, haciendo que la aurícula derecha tenga que ejercer una presión mayor del normal para vencer la resistencia de una apertura más estrecha.

## Diagnóstico
Durante la auscultación se puede oír un soplo causado por el flujo de sangre a través de la válvula estenósica. Se oye más claramente sobre el borde esternal izquierdo. Puede aumentar en intensidad durante la inspiración (signo de Carvallo). Usando un ecocardiograma, la estenosis de la válvula puede ser visualizada y la severidad medida.